# Орлан-белохвост (серебряная монета)
«Орлан-белохвост» (укр. Орлан-білохвіст) — серебряная памятная монета номиналом 10 гривен, выпущенная Национальным банком Украины. Посвящена Орлану-белохвосту — одному из крупнейших представителей хищных птиц Евразии, исчезающему виду (отряд — Ястребиные), который включён в Красную книгу Украины и Европейский Красный список животных и растений, находящихся под угрозой исчезновения.
Монета введена в обращение 10 июля 2019 года. Она относится к серии «Флора и фауна» .

## Описание монеты и характеристики
| Номинал, грн | Металл           | Тираж | Дата введения в оборот |
| ------------ | ---------------- | ----- | ---------------------- |
| 10           | серебло (Ag 925) | 2500  | 10.07.2019             |

### Аверс

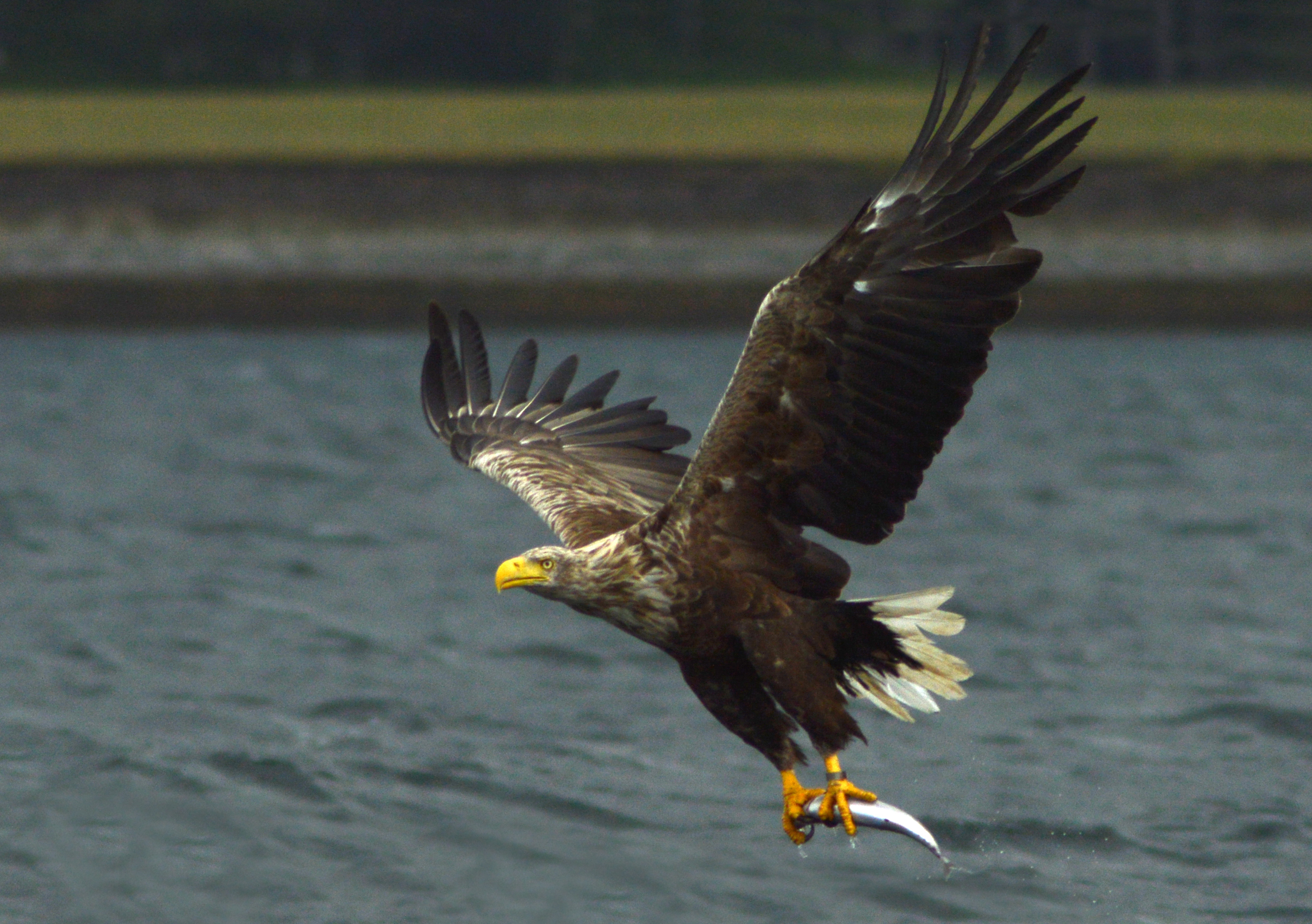
Орлан-белохвост во время охоты

На аверсе монеты в обрамлении венка, образованного из изображений отдельных видов флоры и фауны, размещен малый Государственный Герб Украины и надписи: «УКРАЇНА/10/ГРИВЕНЬ/2019».

### Реверс
На реверсе монеты на зеркальном фоне изображен орлан-белохвост и надписи полукругом: «ОРЛАН-БІЛОХВІСТ» (вверху слева), «HALIAEETUS ALBICILLA» (внизу).

## Автор
- Художник — Демьяненко Владимир.
- скульптор — Демьяненко Владимир.

## Стоимость монеты
При вводе монеты в обращение в 2019 году, Национальный банк Украины реализовывал монету по цене 898 гривен .